# Gryllopsis marmorata
Gryllopsis marmorata är en insektsart som beskrevs av Lucien Chopard 1962. Gryllopsis marmorata ingår i släktet Gryllopsis och familjen syrsor. Inga underarter finns listade i Catalogue of Life.